# Fiddington
Fiddington – wieś w Anglii, w hrabstwie Somerset, w dystrykcie (unitary authority) Somerset. Leży 50 km na południowy zachód od miasta Bristol i 212 km na zachód od Londynu. W 2001 miejscowość liczyła 243 mieszkańców.